# Sportclub Preußen 06 Münster 2019-2020
Questa voce raccoglie le informazioni riguardanti il Sportclub Preußen 06 Münster nelle competizioni ufficiali della stagione 2019-2020.

## Stagione
Nella stagione 2019-2020 il Preussen Münster, allenato da Sven Hübscher, Arne Barez e Sascha Hildmann, concluse il campionato di 3. Liga al 18º posto e fu retrocesso in Regionalliga.

## Rosa
| N. |                       | Ruolo | Calciatore            |
| -- | --------------------- | ----- | --------------------- |
| 1  | Germania (bandiera)   | P     | Oliver Schnitzler     |
| 3  | Germania (bandiera)   | D     | Alexander Rossipal    |
| 4  | Germania (bandiera)   | D     | Jannik Borgmann       |
| 5  | Germania (bandiera)   | D     | Julian Schauerte      |
| 6  | Germania (bandiera)   | C     | Nico Brandenburger    |
| 7  | Germania (bandiera)   | A     | Şeref Özcan           |
| 8  | Germania (bandiera)   | C     | Maurice Litka         |
| 9  | Germania (bandiera)   | A     | Marco Königs          |
| 10 | Portogallo (bandiera) | C     | Kevin Pires-Rodrigues |
| 11 | Germania (bandiera)   | C     | Naod Mekonnen         |
| 13 | Germania (bandiera)   | D     | Ole Kittner           |
| 15 | Germania (bandiera)   | D     | Simon Scherder        |
| 17 | Germania (bandiera)   | C     | Jan Löhmannsröben     |

| N. |                            | Ruolo | Calciatore          |
| -- | -------------------------- | ----- | ------------------- |
| 18 | Germania (bandiera)        | C     | Dominik Klann       |
| 19 | Germania (bandiera)        | P     | Marian Prinz        |
| 20 | Germania (bandiera)        | C     | Philipp Hoffmann    |
| 21 | Rep. Dominicana (bandiera) | C     | Heinz Mörschel      |
| 22 | Turchia (bandiera)         | D     | Okan Erdogan        |
| 24 | Germania (bandiera)        | A     | Luca Schnellbacher  |
| 25 | Germania (bandiera)        | C     | Fridolin Wagner     |
| 26 | Germania (bandiera)        | D     | Oliver Steurer      |
| 27 | Germania (bandiera)        | A     | Joel Grodowski      |
| 30 | Germania (bandiera)        | D     | Marcel Hoffmeier    |
| 33 | Germania (bandiera)        | D     | Niklas Heidemann    |
| 35 | Germania (bandiera)        | P     | Max Schulze Niehues |
| 37 | Germania (bandiera)        | C     | Lucas Cueto         |

## Organigramma societario
Area tecnica
- Allenatore: Sascha Hildmann
- Allenatore in seconda: Louis Cordes
- Preparatore dei portieri: Milenko Gilić
- Preparatori atletici: Tim Geidies

## Calciomercato

### Sessione estiva
| Acquisti | Acquisti           | Acquisti        | Acquisti |
| R.       | Nome               | da              | Modalità |
| -------- | ------------------ | --------------- | -------- |
| D        | Alexander Rossipal | Sandhausen      |          |
| C        | Nico Brandenburger | Fortuna Colonia |          |
| D        | Okan Erdogan       | Oldenburg       |          |
| A        | Joel Grodowski     | Hammer          |          |
| D        | Marcel Hoffmeier   | Lippstadt 08    |          |
| C        | Maurice Litka      | Uerdingen 05    |          |
| C        | Naod Mekonnen      | RB Lipsia U19   |          |
| C        | Heinz Mörschel     | Holstein Kiel   |          |
| A        | Şeref Özcan        | Berliner AK 07  |          |
| A        | Luca Schnellbacher | Aalen           |          |
| C        | Fridolin Wagner    | Werder Brema II |          |

| Cessioni | Cessioni                  | Cessioni               | Cessioni |
| R.       | Nome                      | a                      | Modalità |
| -------- | ------------------------- | ---------------------- | -------- |
| A        | Cyrill Akono              | Magonza                |          |
| C        | Sandrino Braun-Schumacher | Friburgo II            |          |
| A        | Moritz Heinrich           | Unterhaching           |          |
| C        | René Klingenburg          | Dinamo Dresda          |          |
| C        | Adrian Knüver             | Eintracht Rheine       |          |
| C        | Martin Kobylański         | Eintracht Braunschweig |          |
| D        | Dominik Lanius            | Viktoria Colonia       |          |
| D        | Fabian Menig              | Admira Wacker M.       |          |
| A        | Tobias Rühle              | Uerdingen 05           |          |
| C        | Danilo Wiebe              | Eintracht Braunschweig |          |

### Sessione invernale
| Acquisti | Acquisti          | Acquisti          | Acquisti |
| R.       | Nome              | da                | Modalità |
| -------- | ----------------- | ----------------- | -------- |
| A        | Marco Königs      | Hansa Rostock     |          |
| C        | Jan Löhmannsröben | Wacker Nordhausen |          |

| Cessioni | Cessioni      | Cessioni       | Cessioni |
| R.       | Nome          | a              | Modalità |
| -------- | ------------- | -------------- | -------- |
| D        | Uğur Tezel    | Berliner AK 07 |          |
| A        | Rüfət Dadaşov | Phoenix Rising |          |

## Risultati

### 3. Liga

#### Girone di andata
| Arbitro: | Osmers |

|                      |           |               |
| Steinhart 51’ (rig.) | Marcatori | 32’ Schauerte |

| Arbitro: | Willenborg |

|                         |           |  |
| Schauerte 48’ Cueto 90’ | Marcatori |  |

| Arbitro: | Kempkes |

|                             |           |  |
| Albutat 49’ Stoppelkamp 70’ | Marcatori |  |

| Arbitro: | Heft |

|                                           |           |                     |
| Dadaşov 52’ Scherder 77’ Grill 85’ (aut.) | Marcatori | 45’ Pick 75’ Thiele |

| Arbitro: | Benen |

|                                              |           |                                 |
| Pfeiffer 13’ Vrenezi 45’ (rig.) Kaufmann 52’ | Marcatori | 38’ Schauerte 88’ Schnellbacher |

| Arbitro: | Kampka |

|                     |           |             |
| Pires-Rodrigues 72’ | Marcatori | 84’ Pflücke |

| Arbitro: | Braun |

|           |           |  |
| Opoku 77’ | Marcatori |  |

| Arbitro: | Zorn |

|                          |           |                                |
| Dadaşov 78’ Mörschel 87’ | Marcatori | 8’, 18’ Wunderlich 72’ Bunjaku |

| Arbitro: | Bacher |

|                          |           |                            |
| Sohm 64’ Bahn 77’ (rig.) | Marcatori | 48’ Mörschel 84’ Grodowski |

| Arbitro: | Pfeifer |

|             |           |                                       |
| Dadaşov 82’ | Marcatori | 4’, 31’, 43’ Wriedt 12’ Batista-Meier |

| Arbitro: | Lechner |

|                           |           |                                      |
| Müller 8’ Stroh-Engel 31’ | Marcatori | 67’ Schnellbacher 83’ (rig.) Dadaşov |

| Arbitro: | Kempter |

|            |           |             |
| Wagner 17’ | Marcatori | 87’ Imbongo |

| Arbitro: | Kessel |

|                               |           |                             |
| Kaya 27’ Gaus 60’ Schröck 85’ | Marcatori | 18’ Schnellbacher 24’ Litka |

| Arbitro: | Osmanagic |

|                                |           |                                 |
| Litka 27’ Wagner 45’ Özcan 90’ | Marcatori | 15’ Müller 41’ Tallig 89’ Bozic |

| Arbitro: | Alt |

|              |           |            |
| Mörschel 86’ | Marcatori | 57’ Kessel |

| Arbitro: | Gasteier |

|                                         |           |                              |
| Viteritti 3’ Huth 45’, 52’ Schröter 49’ | Marcatori | 4’ Özcan 81’ (aut.) Schröter |

| Arbitro: | Stegemann |

|             |           |                                     |
| Hoffmann 8’ | Marcatori | 72’ Bouziane 73’ Diring 76’ Schultz |

| Arbitro: | Hanslbauer |

|                                  |           |             |
| Undav 15’ Tankulić 67’ Guder 84’ | Marcatori | 75’ Dadaşov |

| Arbitro: | Kampka |

|                          |           |  |
| Dadaşov 36’ Mörschel 68’ | Marcatori |  |

#### Girone di ritorno
| Arbitro: | Lechner |

|  |           |             |
|  | Marcatori | 65’ Mölders |

| Arbitro: | Stegemann |

|                     |           |                       |
| Günther-Schmidt 60’ | Marcatori | 33’ (rig.), 68’ Cueto |

| Arbitro: | Bacher |

|              |           |                                   |
| Scherder 37’ | Marcatori | 11’, 56’ Slišković 43’, 70’ Engin |

| Arbitro: | Osmers |

|                |           |                   |
| Kühlwetter 27’ | Marcatori | 21’ Schnellbacher |

| Münster 14 febbraio 2020, ore 19:00 CET 24ª giornata | Preußen Münster | 0 – 0 referto | Kickers Würzburg | Preußenstadion (5 457 spett.)\| Arbitro: \| Rafalski \| |
| Arbitro:                                             | Rafalski        |               |                  |                                                         |

| Arbitro: | Sather |

|  |           |                                |
|  | Marcatori | 35’ (rig.) Mörschel 72’ Königs |

| Arbitro: | Schultes |

|                   |           |  |
| Butzen 66’ (aut.) | Marcatori |  |

| Arbitro: | Bacher |

|                            |           |                     |
| Bunjaku 83’ Wunderlich 85’ | Marcatori | 49’ Pires-Rodrigues |

| Arbitro: | Steinhaus-Webb |

|                                                     |           |                        |
| Pires-Rodrigues 4’ Litka 12’, 76’ Schnellbacher 31’ | Marcatori | 64’ Hansch 90’ Hilßner |

| Arbitro: | Osmanagic |

|                                  |           |                       |
| Wriedt 4’, 88’ Batista-Meier 18’ | Marcatori | 1’ Mörschel 37’ Cueto |

| Arbitro: | Benen |

|                      |           |              |
| Cueto 14’ Königs 24’ | Marcatori | 77’ Schröter |

| Aspach 10 giugno 2020, ore 19:00 CEST 31ª giornata | Sonnenhof G. | 0 – 0 referto | Preußen Münster | WIRmachenDRUCK Arena (0 spett.)\| Arbitro: \| Gerach \| |
| Arbitro:                                           | Gerach       |               |                 |                                                         |

| Münster 13 giugno 2020, ore 14:00 CEST 32ª giornata | Preußen Münster    | 0 – 0 referto | Ingolstadt 04 | Preußenstadion (0 spett.)\| Arbitro: \| Waschitzki-Günther \| |
| Arbitro:                                            | Waschitzki-Günther |               |               |                                                               |

| Arbitro: | Hanslbauer |

|                     |           |  |
| Scherder 90’ (aut.) | Marcatori |  |

| Arbitro: | Rafalski |

|               |           |  |
| Kobylański 2’ | Marcatori |  |

| Arbitro: | Schwengers |

|                          |           |             |
| Mörschel 78’, 90’ (rig.) | Marcatori | 59’ Wegkamp |

| Mannheim 27 giugno 2020, ore 14:00 CEST 36ª giornata | Waldhof Mannheim | 0 – 0 referto | Preußen Münster | Carl-Benz-Stadion (0 spett.)\| Arbitro: \| Siewer \| |
| Arbitro:                                             | Siewer           |               |                 |                                                      |

| Arbitro: | Jablonski |

|  |           |                                   |
|  | Marcatori | 5’ Guder 50’ Kleinsorge 52’ Helwe |

| Arbitro: | Willenborg |

|                          |           |                |
| Beck 56’ Osei-Kwadwo 77’ | Marcatori | 75’, 78’ Litka |

## Statistiche

### Statistiche di squadra
| Competizione | Punti | In casa | In casa | In casa | In casa | In casa | In casa | In trasferta | In trasferta | In trasferta | In trasferta | In trasferta | In trasferta | Totale | Totale | Totale | Totale | Totale | Totale | DR  |
| Competizione | Punti | G       | V       | N       | P       | Gf      | Gs      | G            | V            | N            | P            | Gf           | Gs           | G      | V      | N      | P      | Gf     | Gs     | DR  |
| ------------ | ----- | ------- | ------- | ------- | ------- | ------- | ------- | ------------ | ------------ | ------------ | ------------ | ------------ | ------------ | ------ | ------ | ------ | ------ | ------ | ------ | --- |
| 3. Liga      | 40    | 19      | 7       | 6       | 6       | 27      | 30      | 19           | 2            | 7            | 10           | 22           | 32           | 38     | 9      | 13     | 16     | 49     | 62     | -13 |
| Totale       | 40    | 19      | 7       | 6       | 6       | 27      | 30      | 19           | 2            | 7            | 10           | 22           | 32           | 38     | 9      | 13     | 16     | 49     | 62     | -13 |

### Andamento in campionato
| Giornata  | 1 | 2 | 3  | 4 | 5 | 6  | 7  | 8  | 9  | 10 | 11 | 12 | 13 | 14 | 15 | 16 | 17 | 18 | 19 | 20 | 21 | 22 | 23 | 24 | 25 | 26 | 27 | 28 | 29 | 30 | 31 | 32 | 33 | 34 | 35 | 36 | 37 | 38 |
| --------- | - | - | -- | - | - | -- | -- | -- | -- | -- | -- | -- | -- | -- | -- | -- | -- | -- | -- | -- | -- | -- | -- | -- | -- | -- | -- | -- | -- | -- | -- | -- | -- | -- | -- | -- | -- | -- |
| Luogo     | T | C | T  | C | T | C  | T  | C  | T  | C  | T  | C  | T  | C  | C  | T  | C  | T  | C  | C  | T  | C  | T  | C  | T  | C  | T  | C  | T  | C  | T  | C  | T  | T  | C  | T  | C  | T  |
| Risultato | N | V | P  | V | P | N  | P  | P  | N  | P  | N  | N  | P  | N  | N  | P  | P  | P  | V  | P  | V  | P  | N  | N  | V  | V  | P  | V  | P  | V  | N  | N  | P  | P  | V  | N  | P  | N  |
| Posizione | 9 | 4 | 11 | 7 | 8 | 11 | 12 | 16 | 16 | 18 | 18 | 18 | 19 | 19 | 19 | 19 | 19 | 19 | 18 | 19 | 18 | 18 | 18 | 18 | 18 | 18 | 18 | 18 | 18 | 18 | 18 | 18 | 18 | 18 | 17 | 18 | 18 | 18 |

Legenda:

Luogo: C = Casa; T = Trasferta. Risultato: V = Vittoria; N = Pareggio; P = Sconfitta.

### Statistiche dei giocatori
| J. Borgmann        | 0  | 0 | 0 | 0 |
| N. Brandenburger   | 14 | 0 | 3 | 0 |
| L. Cueto           | 24 | 5 | 1 | 0 |
| R. Dadaşov         | 20 | 6 | 3 | 0 |
| O. Erdogan         | 32 | 0 | 7 | 0 |
| L. Frenkert        | 0  | 0 | 0 | 0 |
| J. Grodowski       | 15 | 1 | 0 | 0 |
| N. Heidemann       | 25 | 0 | 3 | 1 |
| P. Hoffmann        | 22 | 1 | 2 | 0 |
| M. Hoffmeier       | 2  | 0 | 0 | 0 |
| O. Kittner         | 20 | 0 | 4 | 1 |
| D. Klann           | 0  | 0 | 0 | 0 |
| M. Königs          | 17 | 2 | 2 | 0 |
| M. Litka           | 28 | 6 | 8 | 0 |
| J. Löhmannsröben   | 17 | 0 | 8 | 0 |
| N. Mekonnen        | 1  | 0 | 0 | 0 |
| H. Mörschel        | 34 | 8 | 8 | 0 |
| M. Niehues         | 34 | 0 | 2 | 0 |
| K. Pires-Rodrigues | 31 | 3 | 7 | 0 |
| M. Prinz           | 0  | 0 | 0 | 0 |
| N. Remberg         | 0  | 0 | 0 | 0 |
| A. Rossipal        | 22 | 0 | 3 | 0 |
| J. Schauerte       | 37 | 3 | 6 | 0 |
| S. Scherder        | 32 | 2 | 9 | 1 |
| L. Schnellbacher   | 33 | 5 | 5 | 0 |
| O. Schnitzler      | 4  | 0 | 0 | 0 |
| O. Steurer         | 16 | 0 | 1 | 0 |
| U. Tezel           | 1  | 0 | 0 | 0 |
| O. Touray          | 0  | 0 | 0 | 0 |
| F. Wagner          | 28 | 2 | 9 | 2 |
| Ş. Özcan           | 32 | 2 | 3 | 0 |